# Benedetto Cairoli (cacciatorpediniere)
Il Benedetto Cairoli è stato un cacciatorpediniere della Regia Marina. 

## Storia
Una volta in servizio, la nave fu assegnata alla IV Squadriglia Cacciatorpediniere, di base a Brindisi. Ebbe una vita operativa estremamente breve, rimanendo in servizio solo per pochi mesi. 
Nella notte tra il 9 ed il 10 aprile 1918, mentre, assieme ad altri 6 o 7 cacciatorpediniere italiani e francesi, scortava le tre corazzate della II Divisione Navale da Brindisi a Taranto, il Cairoli fu accidentalmente speronato dal gemello Carini a centro nave: irrimediabilmente danneggiato, il cacciatorpediniere s'inabissò qualche ora dopo, al largo di Santa Maria di Leuca.
I sopravvissuti furono recuperati dall'unità australiana HMAS Torrens, che ebbe una vittima a bordo a causa del mare mosso.
Appena un'ora prima della collisione tra Carini e Cairoli altri due cacciatorpediniere appartenenti alla stessa formazione, i francesi Mangini e Faulx, erano entrati in collisione con l'affondamento di quest'ultimo.